# Shirin Chaudhury
Shirin Chaudhury (ur. 6 października 1966 w Noakhali) – bangladeska polityczka. Członkini i pierwsza kobieta na stanowisku Spikerki Zgromadzenia Narodowego.

## Życiorys
Chaudhury urodziła się 6 października 1966 roku w Pakistanie Wschodnim (obecnie Bangladesz). Jej ojciec był osobistym asystentem i bliskim współpracownikiem Sheikha Mujibura Rahmana, premiera i dwukrotnego prezydenta Bangladeszu. Jej matka była pedagogiem, zarządzała uczelnią Dhaka College, a przez 32 lata wykładała botanikę z tytułem profesora.

### Edukacja
W 1985 ukończyła szkołę średnią w Dhace.
Chaudhury w 1989 ukończyła z wyróżnieniem studia licencjackie z prawa na Uniwersytecie w Dhace, a rok później obroniła dyplom magisterski z prawa. Otrzymała Commonwealth Scholarship and Fellowship Plan na studia University of Essex gdzie w 2000 roku obroniła doktorat poświęcony prawu konstytucyjnemu i prawom człowieka. Od 1992 roku posiada uprawnienia do wykonywania zawodu prawnika.

### Działalność polityczna
W wyborach parlamentarnych w Bangladeszu w 2008 roku uzyskała jedno z 50 miejsc zarezerwowanych dla kobiet.
6 stycznia 2009 została mianowana Ministrą ds. Kobiet i Dzieci w rządzie Sheikh Hasiny. Zastąpiła na tym stanowisku Rashedę Chowdhury.
W kwietniu 2013 roku rządząca partia Liga Awami nominowała ją na stanowisko Spikerki Zgromadzenia Narodowego. Wydarzyło się to po śmierci prezydenta Zillura Rahmana, którego zastąpił dotychczasowy Spiker Abdul Hamid. Została pierwszą kobietą na tym stanowisku.
Podczas wyborów parlamentarnych w 2014 roku Sheikh Hasina ubiegała się o miejsce w parlamencie z dwóch okręgów wyborczych Rangpur-6 i Gopalganj-3. Po wygraniu w obu z nich, zdecydowała się reprezentować okręg Gopalganj-3 i zrezygnowała z drugiego, prowadząc do wyborów uzupełniających w okręgu Rangpur-6. Chaudhury była jedyną kandydatką, objęła mandat 28 stycznia. Dzień później Zgromadzenie Narodowe ponownie wybrało ją na Spikerkę. Uzyskała reelekcję podczas wyborów parlamentarnych w 2018 i 2024 roku.
Była wybierana spikerką 30 kwietnia 2013 (9. kadencja zgromadzenia), 29 stycznia 2014 (10. kadencja), 30 stycznia 2019 (11. kadencja) i 30 stycznia 2024 (12. kadencja).
Zrezygnowała ze stanowiska spikerki 2 września 2024, 27 dni po upadku rządu Sheikh Hasiny i jej ucieczki z kraju w wyniku ogólnokrajowych protestów.

### Życie prywatne
Jest mężatką.